# كلية اللغة العربية (مراكش)
كلية اللغة العربية بمراكش هي إحدى أعرق المؤسسات التعليمية في المغرب. تنتمى حاليا لجامعة القاضي عياض، وتمثل امتدادًا تاريخيًا لمدرسة ابن يوسف العتيقة، وفي إطار الإصلاحات التي شهدتها الجامعات المغربية على المستويين التربوي والإداري، تم تأسيس الكلية رسميًا بموجب الظهير الشريف بمثابة قانون رقم 1.62.249 الصادر في 12 رمضان 1382 هـ (6 فبراير 1963 م). وتُعنى الكلية بالتعليم العالي والبحث العلمي في مجالي اللغة العربية والدراسات الإسلامية، وتُعدّ من المؤسسات الجامعية المتخصصة في تكوين الطلبة في العلوم الشرعية واللسانية.

## الموارد البشرية والطاقة الاستيعابية
تضم كلية اللغة العربية بمراكش ما يزيد عن 3000 طالب، ويُشرف على تأطيرهم حوالي 50 أستاذًا، إضافةً إلى طاقم إداري يتكوّن من نحو 40 موظفًا، يُساهمون في تسيير الشؤون الأكاديمية والإدارية للمؤسسة.

## الاندماج في جامعة القاضي عياض
أصبحت كلية اللغة العربية بمراكش (FLAM) جزءًا من جامعة القاضي عياض منذ سنة 2015، وذلك في إطار الإصلاحات البنيوية التي شملت مؤسسات التعليم العالي بالمغرب. جاء هذا الاندماج بهدف تعزيز التنسيق الأكاديمي والإداري، وتطوير العرض البيداغوجي، وتكثيف جهود البحث العلمي ضمن شبكة الجامعات المغربية.